# Lista de obras de Coelho Neto
Esta lista reúne a produção literária do escritor brasileiro Coelho Neto.
Os links referem-se aos livros, já em domínio público, disponíveis no Wikisource.

## Romances e contos
- Rapsódias, contos (1891);
- A capital federal, romance (1893);
- Baladilhas, contos (1894);
- Praga (1894);
- Fruto proibido, contos (1895);
- Miragem, romance (1895);
- O rei fantasma, romance (1895);
- Sertão, contos e novelas (1896);
- Inverno em flor, romance (1897);
- Álbum de Caliban, contos (1897);
- O morto, romance (1898);
- Romanceiro, contos (1898);
- Seara de Rute (1898);
- A descoberta da Índia, narrativa histórica (1898);
- O rajá do Pendjab, romance (1898);
- A Conquista, romance (1899);
- Saldunis (1900);
- Tormenta, romance (1901);
- Apólogos (1904);
- A bico de pena (1904);
- Água de juventa, contos (1905);
- Treva, contos (1906);
- Turbilhão, romance (1906);
- As sete dores de Nossa Senhora (1907);
- Fabulário, contos (1907);
- Jardim das Oliveiras (1908);
- Esfinge (1908);
- Vida mundana, contos (1909);
- Cenas e perfis (1910);
- Mistério do Natal (1911);
- Banzo, contos (1913);
- Meluzina (1913);
- Contos escolhidos (1914);
- Rei negro, romance (1914);
- O mistério (1920);
- Conversas, contos dialogados, contos (1922);
- Vesperal, contos (1922);
- Pastoral (1923);
- Amos (1924);
- Mano, Livro da Saudade (1924);
- O povo, romance (1924);
- Imortalidade, romance (1926);
- O sapato de Natal (1927);
- Contos da vida e da morte, contos (1927);
- Velhos e novos, contos (1928);
- A cidade maravilhosa, contos (1928);
- Vencidos (1928);
- A árvore da vida (1929);
- Fogo fátuo, romance (1929).

## Peças teatrais
- Teatro, vol. I (1911):
  - O relicário
  - Ao raio X
  - O diabo no corpo;
- vol. II (1907):
  - As estações,
  - Ao luar,
  - Ironia,
  - A mulher,
  - Fim de raça;
- vol. III (1907):
  - Neve ao sol,
  - A muralha;
- vol.IV (1908):
  - Quebranto e
  - Nuvem;
- vol.V (1918):
  - O dinheiro,
  - Bonança,
  - O intruso;
- vol.VI (1924):
  - O patinho torto,
  - A cigarra e a formiga,
  - O pedido,
  - A guerra,
  - O tango,
  - Os sapatos do defunto.

## Crônicas
- O Meio (1889)
  - Panfleto hebdomadário de colaboração com Pardal Mallet e Paula Ney, impresso na Typ. Reynaud & Cª. Apareceu em agosto de 1889. Foi suspenso no 14º número por ordem do Governo Provisório;[2]
- Bilhetes postais (1894)
  - ed. de Domingos de Magalhães, 1894[2]
- Lanterna mágica (1898)
  - ed. de Domingos de Magalhães,1898[2]
- Por montes e vales (1899)
  - ed. de Domingos de Magalhães, 1899[2]
- Versas (1918);
  - ed. Romualdo dos Santos, Bahia, 1914[2]
- A política (1919)
  - Revista, números 1 a 37, Rio, 1918[2]
- Atlética (1920)
  - Revista, números de 1 a 30, 1920, Rio.[2]
- Frutos do tempo (1920)
  - ed. de Romualdo dos Santos, Bahia, 1920[2]
- O meu dia (1922)
  - ed. de Lello & Irmão, Lmt., 1922.[2]
- Frechas (1923)
  - ed. da Livraria Francisco Alves & C.ª, 1923.[2]
- As quintas (1924) 
  - ed. de Lello & Irmão, Lmt., 1924; Ed da WMF Martins Fontes, 2007[2]
- Feira Livre (1926)
  - ed. de Lello & Irmão, Lmt., 1926[2]
- Bazar (1928)
  - No prelo de lello & Irmão, lmt[2]